# Лукоил
Лукоил (рус. Лукойл) је руска нафтна компанија. Основни видови делатности су истраживање и вађење нафте и гаса, прерада нафте и пласман нафтних деривата. Делатност компаније се простире на више од 40 земаља. По резултатима из 2008. године акције компаније заузимају друго место, међу акцијама страних компанија, по обиму трговине на Лондонској берзи. 

## Историјат
Државни нафтни концерн „ЛангепасУрајКогалимнефт“ (отуд потиче скраћеница ЛУК) основан је 25. новембра 1991. године на основу одлике Савета министара СССР. На добровољној бази су поред три предузећа која се баве производњом нафте (Лангепаснегтегаз, Урајнефтегаз и Когалимнетегаз) уједињена и предузећа за прераду нафте у Перму, Волгограду и Новоуфимску.
Акционарско друштво отвореног типа „Лукоил“ основано је одлуком владе Руске Федерације 5. априла 1993. године.

## Делатност
Нафтна компанија „Лукоил“ се бави истраживањем, експлоатацијом и прерадом нафте и гаса, производњом и дистрибуцијом нафтних деривата, петрохемијских производа и моторних уља. Ову делатност обавља у Руској Федерацији, земљама бившег Совјетског Савеза, Европи, Азији, Африци, Северној и Јужној Америци.
Од 2008. године компанија се бави производњом и дистрибуцијом електричне и топлотне енергије у Русији, Украјини, Румунији и Бугарској.

#### Делатност у Србији
Нафтна компанија „Лукоил“ купила је 2003. године српско предузеће за промет нафтних деривата "Беопетрол". Предузеће у Србији послује под именом "Лукоил Србија"